# Miguel Urquizar
Miguel Urkizar nascido em Tolosa (Guipúscoa, Espanha). Foi um ciclista espanhol, profissional entre os anos 1956 e 1962.
Era um corredor que destacou no ciclocross, acabando cinco vezes entre os dez primeiros do Campeonato da Espanha de Ciclocross.

## Palmarés
- 1959
  - 3.º Campeonato da Espanha de Ciclocross

## Resultados em Grandes Voltas e Campeonato do Mundo
Durante a sua carreira desportiva tem conseguido os seguintes postos nas Grandes Voltas e nos Campeonatos do Mundo em estrada e ciclocross:
| Corrida               | 1956 | 1957 | 1958 | 1959 | 1960 | 1961 | 1962 |
| --------------------- | ---- | ---- | ---- | ---- | ---- | ---- | ---- |
| Giro d'Italia         | -    | -    | -    | -    | -    | -    | -    |
| Tour de France        | -    | -    | -    | -    | -    | -    | -    |
| Volta a Espanha       | -    | -    | -    | -    | -    | -    | -    |
| Mundial em Estrada    | -    | -    | -    | -    | -    | -    | -    |
| Mundial de Ciclocross | -    | -    | -    | 28.º | Ab.  | 18.º | -    |

-: não participa

Ab.: abandono

## Equipas
- Independente (1956)
- Boxing Clube (1957)
- Independente (1958-1959)
- Beasain Kas (1960)
- Independente (1961-1962)